# Сара Нуру
Сара Нуру (на английски: Sara Nuru) e германски и етиопски модел от ахмарски произход. Била е победител в четвърти кръг на Germanyʼs Next Top Model.

## Биография
Сара Нуру е родена на 19 август 1989 година в град Ердинг, Германия. Дъщеря е на етиопски имигранти, които напускат родината си през 1986 година. През 1999 година се премества да живее в Мюнхен.

### Кариера
По време на обучението си в гимназията, нейният приятел я убеждава да участва в четвъртия кръг за най-добри модели на конкурса Germanyʼs Next Top Model в Мюнхен, където момичетата се състезават за голямата награда – договор с модна агенция Ай Ем Джи Моделс. Нуру е избрана като една от финалистите и по време на състезанието получава оферта от Сони Ериксон и Жилет. На 21 май 2009 година Нуру е обявена за победител на четвъртия кръг и става първият носител от неевропейски произход.